# Spöktimmen
För spöktimmen inom folktro, se Natt#Folktro.
Spöktimmen är ett svenskt poddradioprogram av och med journalisterna Jenny Borg och Linn Ek. Podcasten har funnits sedan oktober 2016 men startades redan 2014 som studentradioprogram på Linnéuniversitetet med samma namn och format. Programmet var aktivt i ett år för att sedan göra ett uppehåll och komma tillbaka som podcast två år senare.
Podcasten går ut på att programledarna berättar för varandra om ett eller flera fall i varje avsnitt. Ämnena avhandlar allt inom skräck – så som true crime, mysterier och det övernaturliga och podcasten är en av Sveriges största med över 300 000 lyssningar i veckan.
I början av 2020 åkte Jenny Borg och Linn Ek (då Larsson) ut på Sverigeturné till sju städer och gjorde totalt 11 slutsålda föreställningar.

## Utmärkelser
Den 4 november 2020 vann Spöktimmen Radioakademins pris Guldörat i kategorin Årets podd.
Den 1 december 2023 vann Spöktimmen Guldpodden kategorierna Årets Podd och Årets Intervjupodd samt silverpris i kategorierna Årets Krimpodd och Årets Dokumentärpodd. 